# Luxemburgische Volleyballnationalmannschaft der Männer
Die luxemburgische Volleyballnationalmannschaft der Männer ist eine Auswahl der besten luxemburgischen Spieler, die den luxemburgischen Volleyballverband (Fédération Luxembourgeoise de Volleyball) bei internationalen Turnieren und Länderspielen repräsentiert.

## Geschichte

### Weltmeisterschaften
Luxemburg konnte sich bisher noch nie für eine Volleyball-Weltmeisterschaft qualifizieren. Bei der Qualifikation zur WM 2018 erreichten die Luxemburger die zweite Runde, schieden dann aber als Gruppenletzte aus.

### Olympische Spiele
Luxemburg nahm noch nie an einem olympischen Volleyballturnier teil.

### Europameisterschaften
Luxemburg gelang bisher keine Qualifikation für eine Volleyball-Europameisterschaft. In der Qualifikation für die EM 2017 schied die Mannschaft trotz Heimvorteil in der ersten Runde und eines Siegs gegen Litauen vorzeitig aus.

### World Cup
Am Volleyball World Cup war Luxemburg bisher nicht beteiligt.

### Weltliga
Auch die Volleyball-Weltliga fand bisher ohne Luxemburg statt.

### Europaliga
Luxemburg nahm bei der Europaliga 2016 erstmals an diesem Wettbewerb teil, blieb aber in den sechs Gruppenspielen sieglos.